# 1250

## Догађаји
- 2. фебруар – Умире шведски краљ Ерик Ериксон. Десетогодишњи Валдемар I Биргерсон, најстарији син Биргера Јарла, изабран је за краља Шведске и постаје први краљ из куће Бјалбо.
- 8-11. фебруар – Битка код Мансураха
- Википедија:Непознат датум — Оснивање Мамелучког султаната и Бахри династије у Египту

- 12. октобар – Велика олуја помера ушће реке Ротер у Енглеској; низ јаких олуја значајно мења остале приобалне географске појаве око Ромни Марша.
- 13. децембар – Умире цар Фридрих II, започињући 23-годишњи период „Великог међувлашћа“. Фридрих је последњи светоримски цар династије Хоенштауфен; након међувладинног периода, царство прелази у руке Хабзбурговаца.
- Ломбардска лига се распада након смрти непријатеља својих држава чланица, Фридриха II, светоримског цара.
- Алберт Велики изолује елемент арсен, као 8. откривени метал. Такође први користи реч „вјуга“ да опише врсту птице (највероватније златну вјугу).
- Мост Ријалто у Венецији  претворен је из понтонског моста у сталну, подигнуту дрвену конструкцију.
- Основан је први парламент Старог режима Француске.
- 9. јул – Племе Кајмарија организује државни удар како би предало Дамаск Ан-Насиру Јусуфу. Гарнизон у тврђави му се касније предаје.
- Бату-кан сазива курултај у Сибиру као део маневара који ће изабрати Мунгке-кана за кана Монголског царства 1251. године.
- Почев од ове године, па све до 1275. године, муслиман Шоугенг Пу, вероватно Персијанац или Арапин, служи као комесар трговачког бродарства за кинеску морску луку династије Сунг у Куанџоуу, због својих напора у победи над пиратима.
- 8. април – Битка код Фарискура: Луја IX је заробила Бајбарова мамелучка војска док је био у Египту предводећи Седми крсташки рат; касније је морао да се откупи.
- 30. април – Краља Луја IX (Светог) ослобађају његови египатски отмичари након што је платио откуп од милион динара и предао град Дамијету.
- 2. мај – Ел-Муазам Тураншах, ајубидски владар Египта, је убијен, чиме је окончана ефективна владавина ајубидске династије у земљи. Накратко га је наследила његова удовица, Султана Шаџар ал-Дур.
- 21. јул – Ајбак постаје владар Египта, чиме почиње династија Бахри Мамелучког султаната. После 5 дана повлачи се, а шестогодишњи Ал-Ашраф Муса је номинално проглашен за султана.
- Држава Велајта је основана у данашњој Етиопији.
- У Тунису избија народна побуна против новопридошлих, богатих и утицајних андалузијских избеглица, која је насилно угушена.
- Хафсидски калиф ал-Мустаншир спроводи законе о гијару, односно разликовању за немуслимане. Као такви, Јевреји морају да носе ознаку разликовања (шикла) коју ће туниски Јевреји морати да носе до деветнаестог века.
- Самоа се ослобађа тонганске власти, чиме почиње династија Малијетоа у Самои .
- Фламански град Дуеј емитовао је прве забележене откупљиве ануитете у средњовековној Европи, потврђујући тренд консолидације локалног јавног дуга започет 1218. године у Ремсу.